# San Jose Yalbac
San Jose Yalbac (auch: San Jose Viejo, San Jose) ist ein ehemaliger Ort im Orange Walk District von Belize.
Der Ort lag in den Yalbac Hills im Süden des Distrikts im Einzugsbereich des Irish Creek.

## Geschichte
Der Ort wurde im 19. Jahrhundert von Maya gegründet, die vor dem Kastenkrieg aus Mexiko geflüchtet waren, nachdem die Cruzob 1857 und 1860 den Ort Chichanha überfallen hatten. Der erste Erwähnung des Ortes stammt von 1862. Der Urwald der Yalbac Hills war ansonsten unbewohnt und zu dieser Zeit auch von den Mahagoni-Holzfällern, die anderenorts in Britisch-Honduras aktiv waren, noch kaum erkundet worden. Neben San Jose Yalbac gründeten die Maya auch die Dörfer San Pedro Siris, Xaxe Venic und weitere, die daraufhin die Gruppe der „San Pedro Maya“ bildeten. Die Einwohner lebten von Landwirtschaft nach dem Milpa-Verfahren. Das Land war jedoch kurz zuvor im Honduras Land Titles Act von 1858/1861 an die British Honduras Company (ab 1878 Belize Estate and Produce Company, BEPCO) gefallen, die dort Mahagoni fällen wollte.
Die San Pedro Maya waren zwischen den Konfliktparteien im Kastenkrieg hin- und hergerissen. 1866 baten sie die Regierung von Britisch-Honduras um Hilfe gegen die Maya-Rebellen der Icaiché, aber noch im selben Jahr vertrieben sie wieder britische Truppen, die nach San Pedro Siris marschierten. Im Februar 1867 brannten die Briten unter Robert William Harley die Dörfer San Pedro Siris und San Jose Yalbac nieder. 1872 waren die Orte wieder bewohnt. Die Maya-Rebellen von Icaiché hatten die Kontrolle über die Dörfer.
Der größte Ort der San Pedro Maya in den Yalbac Hills war San Pedro Siris. Um 1900 wurde San Pedro Siris wieder verlassen und San Jose Yalbac übernahm die Rolle als Zentrum.
Zur Milpa-Landwirtschaft gehört auch Brandrodung um neues Ackerland zu erschließen. Die BEPCO als Landeigentümerin verbot jedoch die Brandrodung um die wertvollen Mahagoni-Bäume zu schützen. Das Verbot konnte aber nicht durchgesetzt werden, so lange die Dörfer von den San Pedro Maya weit von den Camps der Holzfäller entfernt waren. Erst Anfang der 1930er Jahre konnte BEPCO ein Holzfäller-Lager bei San Jose Yalbac anlegen und das Verbot durchsetzen. Das brachte die Maya in Schwierigkeiten, denn der Milpa-Anbau brachte nach wenigen Jahren ohne Brandrodung kaum noch Ertrag.
Im Jahr 1935 verschärfte sich dieser Konflikt. Dann beschloss die BEPCO 1936, dass das Unternehmen Land im Süden der Stadt Orange Walk Town als Trust an die Kolonie Britisch-Hondura abzugeben, damit die Benwohner von San Jose Yalbac sich neu ansiedeln könnten. Die Menschen aus San Jose Yalbac wurden erneut vertrieben. Im April 1936 verlud die BEPCO die Einwohner auf Wagons, brachte sie nach Hill Bank und dann per Boot nach Orange Walk Town. Das Dorf mit Kirche und Schule wurde von BEPCO niedergebrannt. Die Bewohner wurden in Orange Walk zunächst in einem Kasernengebäude untergebracht und im Sommer 1936 wurde von ihnen das Dorf San Jose Palmar aufgebaut.
Von den 200 Personen in 30 Familien, die umgesiedelt worden waren, sind im ersten Jahr durch eine Keuchhusten-Epidemie und schlechte Versorgung verbunden mit Hakenwurm-Infektionen 45 Personen verstorben.
Ein Teil der Dorfbewohner zog nicht nach San Jose Palmar und zog es vor, sich in Santa Familia anzusiedeln.